# Steven van Groningen
Steven Cornelis van Groningen (n. 29 decembrie 1957, Schalkhaar⁠(d), Overijssel, Țările de Jos) este un canotor de performanță, care a reprezentat Țările de Jos în proba de canotaj la Jocurile Olimpice de vară din 1984 și la mai multe Campionate Mondiale de Canotaj.
După încheierea carierei sportive, a început să lucreze în sistemul bancar și este actualmente președinte executiv al băncii Raiffeisen Bank România (din anul 2002).

## Biografie

### Activitatea sportivă
Steven van Groningen a urmat școala primară și liceul în Deventer, oraș în care, timp de câțiva ani, a luat și cursuri de clarinet. După liceu, continuând o tradiție de familie, el a absolvit Facultatea de Drept a Universității din Leiden, specializându-se în drept comercial.
În timpul facultății, van Groningen a practicat canotajul și a fost selecționat în echipa națională a Olandei, cu care a participat la Campionatul Mondial de Canotaj din 1983, de la Duisburg, Germania. La vârsta de 26 de ani, el a făcut parte din echipa Olandei care a concurat la Jocurile Olimpice de vară din 1984, de la Los Angeles. Sportivul a fost component al echipajului de canotaj în patru dublu vâsle al Olandei care, cu un timp de 6.12,41 minute în finala mică, a terminat pe locul 9 în clasamentul general. 
Ultima competiție majoră la care a luat parte Steven van Groningen a fost Campionatul Mondial de Canotaj din 1985, de la Hazewinkel, Belgia. În anii săi de activitate ca sportiv, van Groningen a fost component al cluburilor de canotaj Orca din Utrecht și Njord din Leiden.

### Palmares sportiv
Echipaj de patru fără cârmaci
- 1983: Locul 10 la Campionatul Mondial de Canotaj din 1983 - 6.18,96 minute

Echipaj de patru dublu vâsle
- 1984: Locul 9 la turneul de canotaj al Jocurilor Olimpice de vară - 6.12,41 minute
- 1985: Locul 10 la Campionatul Mondial de Canotaj din 1985 - 6.01,93 minute

### Viața de familie

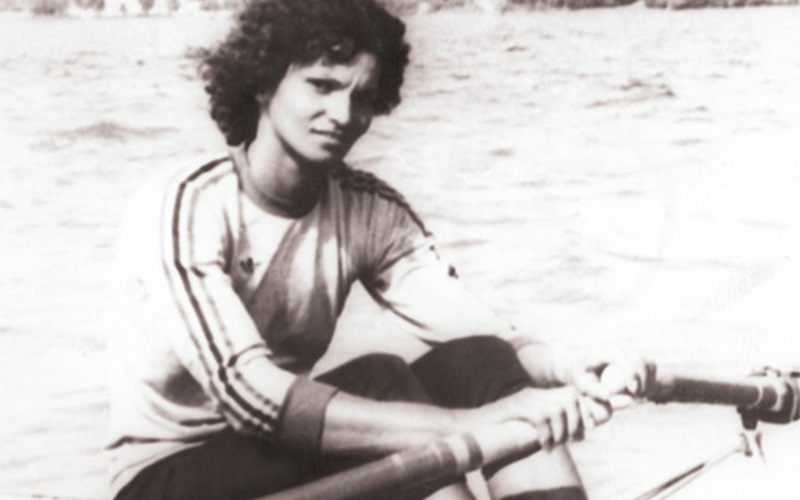
Valeria Răcilă, fotografie din 1980.

În 1982, la o competiție de canotaj din Elveția, Steven van Groningen a cunoscut-o pe canotoarea română Valeria Răcilă, viitoare campioană olimpică în 1984. Trei ani mai târziu, cei doi au decis să se căsătorească. Deoarece van Groningen era străin, vizitele sale în România erau dificile din cauza obligativității obținerii vizelor pentru 30 de zile impuse de regimul comunist, iar formalitățile legate de căsătorie au durat 7 luni și au fost complicate.
În 1986, cei doi s-au mutat în Olanda și au devenit părinții a doi copii. Cuplul a continuat să viziteze România cel puțin o dată pe an, pentru ca soția să-și vadă familia, iar copiii să păstreze o legătură emoțională și cu bunicii din partea mamei. În 1993, van Groningen și soția sa s-au mutat în România, după ce fostul canotor olandez a acceptat un post de consultanță la Banca Națională a României.

### Cariera în domeniul bancar
După un an petrecut în funcția de consilier al B.N.R., Steven van Groningen s-a transferat la banca olandeză ABN AMRO, care tocmai își deschidea o sucursală în România. În 1998, familia van Groningen s-a mutat pentru un an și jumătate la Moscova, unde Steven a lucrat la filiala locală a ABN AMRO. A urmat o perioadă de timp petrecută la Budapesta, în serviciul aceleiași bănci olandeze. Din 2001, familia van Groningen s-a mutat din nou în România.

## Atitudinea civică
Steven van Groningen nu este angajat politic și nici nu și-a manifestat public simpatiile politice. În iarna anului 2017, el a participat, împreună cu soția sa, la protestele din București împotriva intențiilor guvernului Sorin Grindeanu de modificare a Codului Penal și de adoptare prin procedură de urgență a unei legi a amnistiei și a grațierii. Liviu Dragnea, președintele PSD, a criticat prezența lui van Groningen, considerând „mai mult decât incorect ca președintele unei bănci străine, un cetățean străin să protesteze împotriva Guvernului”. Bancherul olandez a răspuns pe pagina sa de Facebook:
„Prezența mea acolo este o decizie personală. Înainte de a fi președinte de bancă sunt tată și îmi pasă de viitorul copiilor mei și al țării în care locuiesc. Nu cred că din acest punct de vedere există vreo diferență față de cei cu care m-am întâlnit acolo [...]. La fel ca în cazul lor, dorința mea pentru un viitor mai bun pentru copiii mei, într-o România mai prosperă, este total legitimă. [...] 
Îmi pasă. De aceea am fost în piață.”
Steven van Groningen este implicat in dezvoltarea societatii civile si face parte din organizatia United Way.

## Legături externe
- en  Steven van Groningen la Sports-Reference.com (arhivat la 1 aprilie 2020)